# Joan Mas Verd
Joan Mas i Verd "Collet" (Montuïri 28 de desembre de 1899 - Palma 3 de setembre 1936) va ser un polític mallorquí que fou batle de Montuïri durant la Segona República Espanyola.

## Biografia
Era fill de pare pagès i mare mestra d'escola. Entre els set i catorze anys anà a escola a Son Espanyolet amb els frares teatins però en va sortir abans de ser ordenat sacerdot. Joan Mas es dedicà a fer de pagès com el seu pare, però també pogué viatjar a Madrid i Barcelona gràcies als seus contactes polítics al continent. L'octubre de 1925 es casà i poc després passà algun temps a l'illa de Cabrera on vivia part de la seva família.
Retornà a Montuïri mesos abans de proclamar-se la república i va ser elegit regidor pel Front Únic Antimonàrquic a les eleccions del 12 d'abril de 1931. El 14 d'abril va ser un dels proclamadors del nou règim al poble i va ser investit batle dia 18. Exercí la batlia fins que l'abril de 1936 una Comissió Gestora es va fer càrrec del consistori per la dimissió o absència de la majoria de regidors.
L'aixecament del 19 de juliol sembla que no el preocupà excessivament, però el rumb que prenien les circumstàncies l'obligà a refugiar-se a una caseta de camp. Tornà d'amagat a la seva casa del poble però fou descobert i detingut el 3 de setembre de 1936 per una partida de falangistes. Aquella mateixa nit va ser afusellat al cementeri de Palma.
Joan Mas i Verd és l'avi del també polític mallorquí Pere Sampol Mas.
L'escola que va promoure s'anomena des de 1982 "Col·legi Públic Joan Mas i Verd".
L'Ajuntament de Montuïri el va declarar fill il·lustre de la vila l'any 2016.

## Activitat política
La seva entrada en contacte amb el republicanisme, amb una certa implantació a Montuïri, sembla que és de la mà del seu cosí Joan Verd. Aquest hauria organitzat el Partit Republicà Federal de Mallorca al poble i el jove Joan Mas hi ingressà al final de la Restauració borbònica. Sota la dictadura de Primo de Rivera i el mesos després de la seva caiguda desplegà una intensa activitat política amb articles a publicacions republicanes com Tribuna Libre, Ciudadanía i El republicano.
A les eleccions municipals de 1931 la candidatura republicana (FUA) que encapçalava va rebre el suport dels conservadors locals, enfrontats al Partit Liberal controlat per la família Ferrando. Durant el seu mandat topà amb la forta oposició de la dreta local i l'Església. El seu programa polític es podia lligar al republicanisme defensat per Manuel Azaña: laïcisme, la cultura com a element alliberador de les persones i prestació de serveis socials. No debades va formar part d'Acció Republicana i després d'Esquerra Republicana Balear.
El juliol de 1931 encapçalà la delegació montuirera a l'assemblea del Teatre Principal que discutí l'avantprojecte d'estatut d'autonomia.

## Obra de govern
- Reforma del cementiri municipal (1931-1932)
- Biblioteca Popular
- Grup escolar Manuel Bartolomé Cossio (1934-1935), obra de Guillem Forteza[4]